# Cantó de Sanch Èli d'Aubrac
El cantó de Sanch Èli d'Aubrac és un cantó francès del departament de l'Avairon, situat al districte de Rodés. Té 2 municipis i el cap cantonal és Sanch Èli d'Aubrac.

## Municipis
- Condom-d'Aubrac
- Sanch Èli d'Aubrac

## Història
| Data d'elecció                           | Identitat             | Partit        | Qualitat |
| ---------------------------------------- | --------------------- | ------------- | -------- |
| 1931-1967                                | Adrien Viguier        |               |          |
| 1988-2001                                | Raymond Cayrel        | DL            |          |
| 2001-2008                                | Antoine Raymond       | Divers droite |          |
| 2008-                                    | Jean-Claude Fontanier | Divers droite |          |
| les dades anteriors no són pas conegudes |                       |               |          |
|                                          |                       |               |          |

## Demografia
| 1962  | 1968  | 1975 | 1982 | 1990 | 1999 | 2006 |
| ----- | ----- | ---- | ---- | ---- | ---- | ---- |
| 1.062 | 1.197 | 988  | 892  | 896  | 881  | 863  |